# Underworld (gruppo musicale)
Gli Underworld sono un gruppo musicale britannico di musica elettronica fondato da Karl Hyde e Rick Smith attivo dalla fine degli anni settanta.

## Storia del gruppo
Hyde e Smith iniziarono la loro collaborazione musicale nella formazione The Screen Gemz, mentre ancora studiavano all'Art College di Cardiff, con sonorità ispirate ai Kraftwerk e al reggae; nel 1983 registrarono due album per la CBS di genere electroclash come band il cui unico segno identificativo era un simbolo, piuttosto che un nome; in seguito fu deciso, per la pubblicazione degli album, di associare alla band un nome e fu scelto Freur.
Nel 1986 la band cambiò nome in Underworld e si orientò verso un sound di tipo elettropop funky per i successivi due album, prima di sciogliersi nel 1990.
Dopo una pausa per concentrarsi su altri progetti nel campo del design, Hyde e Smith assoldarono Darren Emerson, noto anche come Essex DJ, e, dopo diversi remix e produzioni minori, iniziarono a produrre musica techno/trance come trio, fino all'abbandono di Emerson nell'aprile 2000, e come duo successivamente.
Born Slippy .NUXX è uno dei pezzi del gruppo più noti ed è ritenuta una delle più significative tracce dance degli anni novanta. Originariamente pubblicata nel 1995 come b-side del singolo Born Slippy, non riscontrò grande successo fino alla sua inclusione nel film Trainspotting del 1996; nello stesso film si può ascoltare un'altra loro canzone, Dark & Long (Dark Train Mix). Fu inserita, sempre nello stesso anno anche nel film più famoso di Leonardo Pieraccioni "Il ciclone".
La band è considerata una delle formazioni pioniere nel campo della musica elettronica moderna. Il duo, inoltre, ha contribuito alla realizzazione della colonna sonora del film di Danny Boyle Sunshine, con la collaborazione di John Murphy. Nel 2012 la band compone e suona la colonna sonora delle Olimpiadi di Londra, intitolata And I Will Kiss, facente parte dell'album Isles of Wonder.
Karl Hyde nel 2013 ha pubblicato un album solista dal titolo Edgeland, mentre nel 2014 ha collaborato per due album (Someday World e High Life) col musicista Brian Eno.
Anche Rick Smith nel 2013 ha pubblicato un album solista dal titolo Trance, che fa seguito a Bungalow with Stairs 1 (2010).
Il 1º novembre 2018 annunciano il loro nuovo progetto musicale chiamato "Drift", una pubblicazione a settimana per 52 settimane che si concluderà il 25 ottobre 2019 con l'uscita dell'album "Drift Songs" che includerà tutte le tracce pubblicate durante questo periodo.

## Formazione
Attuale
- Karl Hyde (dal 1986)
- Rick Smith (dal 1986)
- Darren Price (dal 2005)

Ex membri
- Alfie Thomas (1986-1990)
- Bryn Burrows (1986-1988)
- John Warwicker (1986)
- Baz Allen (1986-1990)
- Pascal Consoli (1989-1990)
- Darren Emerson (1991-2000)

## Discografia

### Album in studio
- 1988 – Underneath the Radar
- 1989 – Change the Weather
- 1994 – dubnobasswithmyheadman
- 1996 – Second Toughest in the Infants
- 1999 – Beaucoup Fish
- 2002 – A Hundred Days Off
- 2007 – Oblivion with Bells
- 2010 – Barking
- 2016 – Barbara Barbara, We Face a Shining Future
- 2019 - Drift Series 1
- 2024 - Strawberry Hotel

### Live (parziale)
- 2000 – Everything, Everything
- 2005 – Live in Tokyo 25th November 2005

### Colonne sonore
- 2006 – Breaking and Entering: Music from the Film (per il film Complicità e sospetti)
- 2008 – Sunshine: Music from the Motion Picture (per il film Sunshine)
- 2011 – Frankenstein: Music from the Play (per lo spettacolo teatrale Frankenstein)
- 2012 – Isles of Wonder: Music for the Opening Ceremony of the London 2012 Olympic Games (per la cerimonia di apertura dei Giochi della XXX Olimpiade)

### Raccolte
- 2003 – 1992-2002
- 2008 – The Bells the Bells
- 2011 – 1992-2012 The Anthology
- 2011 – A Collection

### EP
- 2005 – Lovely Broken Thing
- 2005 – Pizza for Eggs
- 2006 – I'm a Big Sister, and I'm a Girl, and I'm a Princess, and This Is My Horse
- 2006 – The Misterons Mix